# Guglielmo Pugi

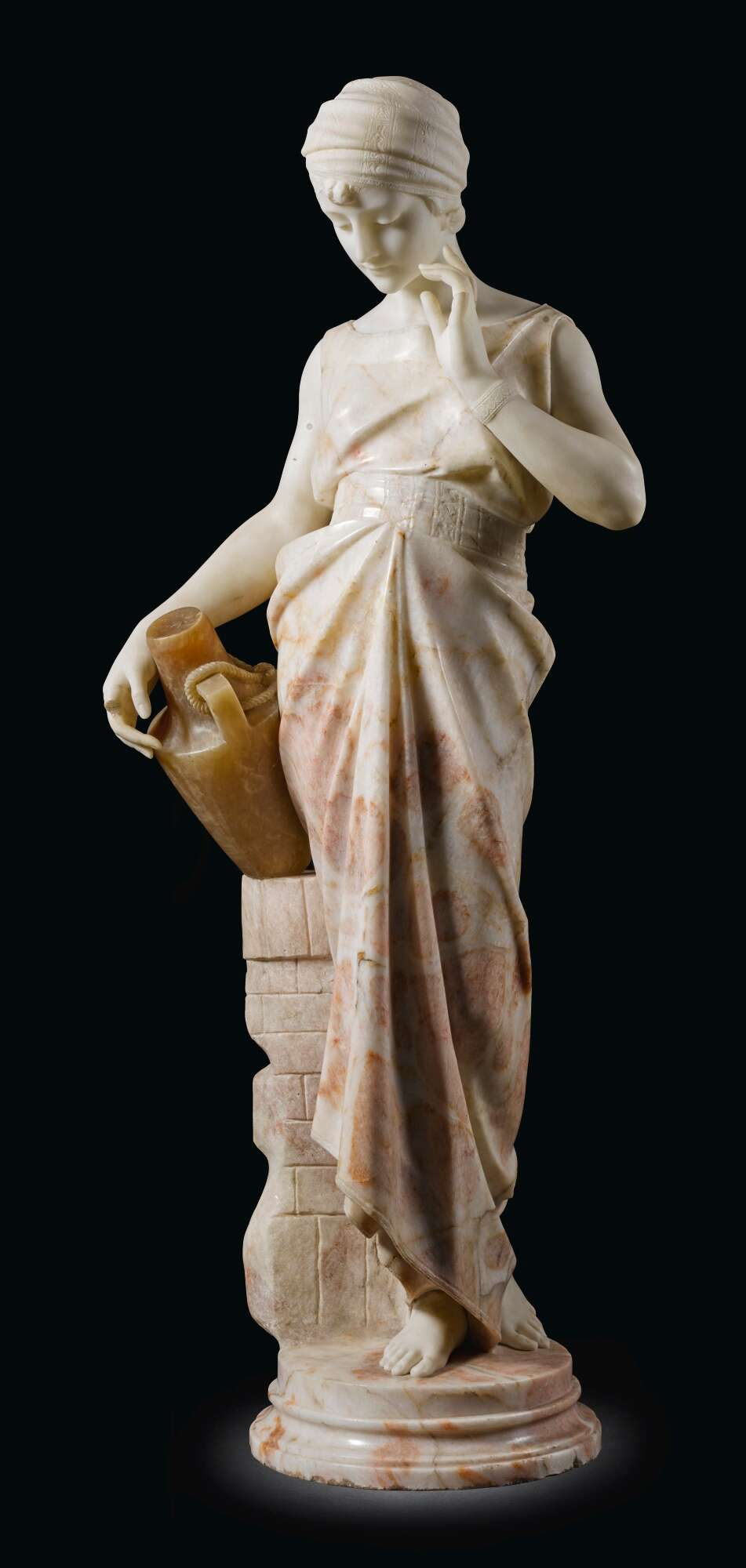
Rebecca al pozzo, 1911

Guglielmo Pugi (Fiesole, 1850 – 1915) è stato uno scultore italiano.

## Biografia
Non si hanno molte notizie biografiche su di lui, ma si sa che nacque a Fiesole. Dal 1870 alla sua morte, Guglielmo Pugi risiedette a Firenze, dove dirigeva uno studio di scultura con l'aiuto dei suoi due figli, Gino e Fiorenzo. La loro società, la "Guglielmo Pugi e Figli", lavorava soprattutto per l'esportazione, in particolare verso gli Stati Uniti d'America. In seguito, i due fratelli continuarono l'attività con il nome "Fratelli G. e F. Pugi". Molte sue statuette, alcune delle quali sono delle copie di altre sue opere, circolano ancora oggi nel mercato d'arte.
L'opera di Guglielmo Pugi, tipica dell'Art Nouveau, si caratterizza per l'intaglio diretto sull'alabastro e sul marmo di Carrara (per lo più bianco o venato). A lui si deve il monumento al re Umberto I, un busto che un tempo ornava una piazza di Fiesole, innalzato il 30 settembre 1901, oltre a vari gruppi e ritratti, dei quali alcuni sono conservati al Museo storico dell'alabastro di Volterra. Molte sue sculture furono esposte all'esposizione panamericana del 1901 a Buffalo, oltre all'esposizione universale del 1904 a Saint-Louis.

## Opere scelte

### Collezioni pubbliche

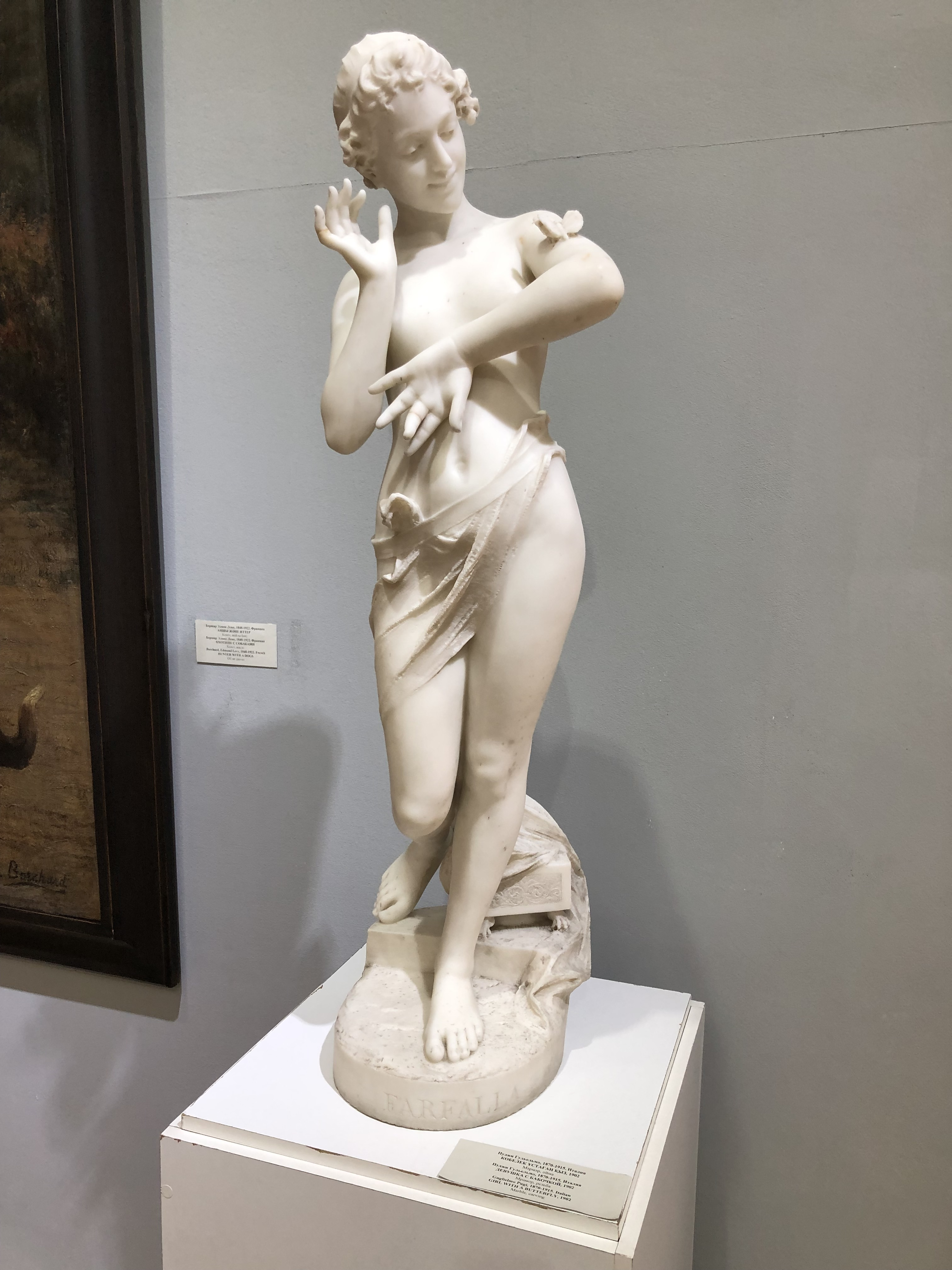
Ragazza con una farfalla, 1902

- Almaty, museo statale d'arte: Ragazza con una farfalla, 1902, marmo.
- Arlon, museo Gaspar: Madonna, busto in marmo bianco.[8]
- Fiesole, piazza Umberto I (oggi piazza Giuseppe Garibaldi): Monumento a Umberto I, 1901 (perduto).
- Volterra, museo storico dell'alabastro:[6]
  - Busto femminile, alabastro;
  - Busto femminile, alabastro bicromo;
  - Busto virile con cimiero, alabastro;
  - Fanciulla al pozzo; alabastro bicromo;
  - Filatrice; alabastro bicromo;

### Ubicazione sconosciuta
- Busto di donna con turbante, 1880 circa[1]
- La sorgente, 1890 circa, marmo.[5]
- Rebecca al pozzo, 1911 circa, marmo e alabastro.[2]